# Mirzamys louiseae
Mirzamys louiseae  (Helgen & Helgen, 2009) è un roditore della famiglia dei Muridi endemico della Nuova Guinea.

## Descrizione
Roditore di piccole dimensioni, con la lunghezza della testa e del corpo tra 101 e 120 mm, la lunghezza della coda tra 100 e 124 mm, la lunghezza del piede tra 24 e 25 mm, la lunghezza delle orecchie tra 14 e 16 mm.

La pelliccia è lunga e soffice. Il colore generale è bruno-grigiastro scuro, con la base dei peli grigia. Talvolta la schiena e la parte posteriore è più chiara. Gli occhi sono estremamente piccoli, circondati da un anello di pelle priva di peli. Le orecchie sono moderatamente lunghe, ovali e grigio scure. Le vibrisse sono lunghe circa 50 mm. Il dorso delle zampe è scuro e ricoperto di piccoli peli brunastri. La coda è circa uguale alla lunghezza della testa e del corpo e uniformemente bruno-rossastra. Sono presenti 13-15 scaglie per centimetro. 

## Biologia

### Comportamento
È una specie terricola.

## Distribuzione e habitat
Questa specie è diffusa nella parte centro-orientale della cordigliera centrale della Nuova Guinea.
Vive nelle foreste muschiose tra 1.900 e 3.200 metri di altitudine.

## Conservazione
Questa specie, essendo stata scoperta solo recentemente, non è stata sottoposta ancora a nessun criterio di conservazione.